# Grand étang des Épioux
Le grand étang des Épioux est une pièce d'eau située aux Épioux, sur la commune belge de Florenville (section de Lacuisine), dans le sud de la province de Luxembourg. 

## Histoire
Jusqu'au XIXe siècle, l'étang procurait l'énergie hydraulique nécessaire aux forges qui fondaient le minerai de fer exploité sur place.
L'ensemble formé par le château des Épioux et les terrains environnants, ainsi que les trois étangs bordant le ruisseau des Épioux (dont le grand étang), le ruisseau des Éplatis et leur confluent est repris sur la liste du patrimoine immobilier classé de Florenville depuis 1997.

## Situation
Cet étang de 10,58 ha se situe au cœur d'un important massif forestier s'étendant au nord  et à l'est de la vallée de la Semois. Il est principalement alimenté par deux ruisseaux affluents de la Semois : les ruisseaux d'Épioux et d'Éplatis. 
Il est frôlé à l'ouest par la ligne ferroviaire 165 qui comportait un arrêt de chemin de fer, ouvert en 1912, supprimé entre 1921 et 1937 puis fermé pour de bon en 1978. La route nationale 85 Bastogne-Florenville passe à quelques hectomètres à l'est. Florenville se situe à environ 8 km au sud.

## Description
Le grand étang des Épioux est repris comme site de grand intérêt biologique. Il présente ainsi un intérêt biologique non négligeable, en particulier pour la faune aquatique où au moins 24 espèces de libellules y ont été recensées. L'étang sert aussi de repos pour plusieurs espèces d'oiseaux en hiver et durant les migrations. La bernache du Canada (Branta canadensis) y est présente toute l'année.

## Source et lien externe
- http://biodiversite.wallonie.be/fr/1356-grand-etang-des-epioux.html?IDD=251660048&IDC=1881